# A pécs-kertvárosi református templom orgonája

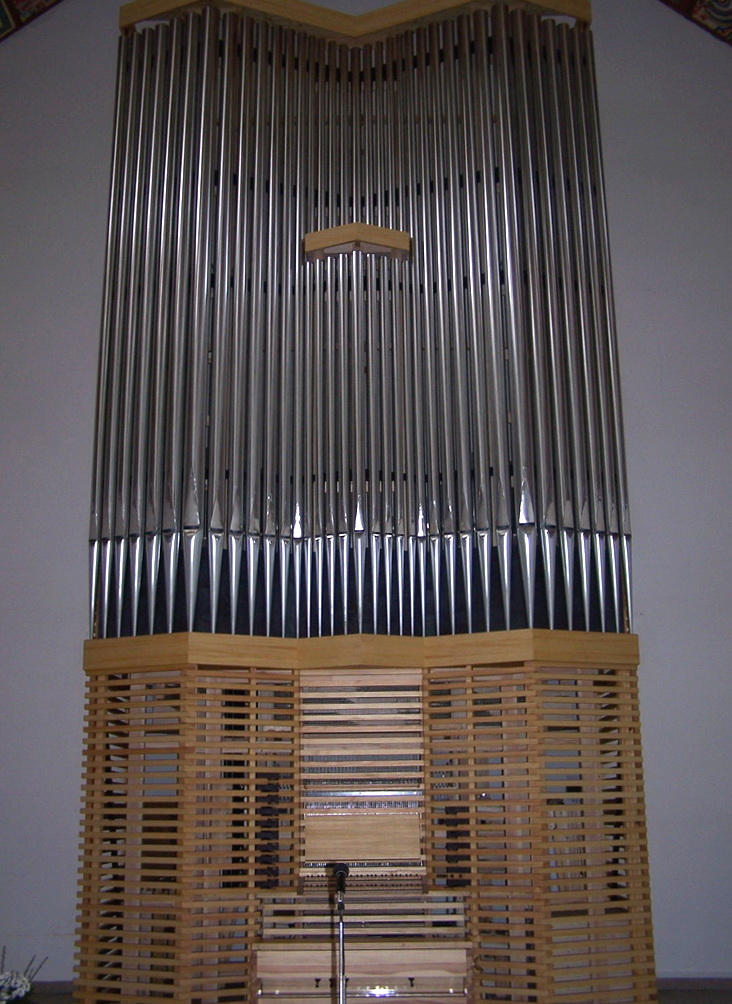

A pécs-kertvárosi református templom orgonája mechanikus traktúrájú kétmanuálos, pedálos orgona. Különlegessége, hogy ez Magyarország első váltócsúszkás hangszere. A Pécsi Orgonaépítő Manufaktúra Kft. építette 2014-ben egy pályázat keretében.

## A templom
A Pécs-Kertvárosi Egyházközség 1983-84-es szerveződését követően 1986-ban épült meg a Pécs kertvárosi városrészében a Tildy Zoltán utcában található templom.

## Rekonstrukció

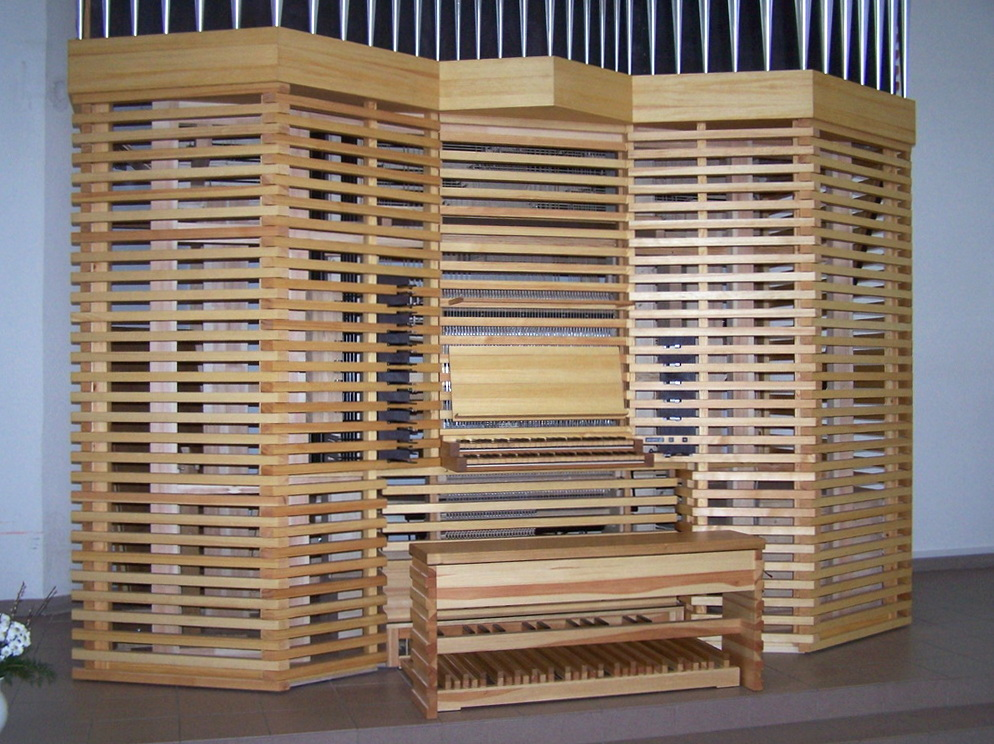

Az orgona építése az egyházi és valláshoz köthető pécsi épületek rekonstrukcióját, fejlesztését és turisztikai vonzerejének növelését célzó Értékes Pécs elnevezésű program keretében valósult meg, 2014-ben. Az Európai Uniós támogatásból nem csak a templom orgonája készült el, de az épület díszítése is megújult, ezen kívül az épület akadálymentesítésére is sor kerülhetett. Összesen 159 darab kézzel festett 
kazetta került a templom mennyezetére.

## Az orgona
Az orgona a bejárattal szemben, a liturgikus térben helyezkedik el. Ez Magyarország első váltócsúszkás rendszerű orgonája. A hangszer 7 sípsorral rendelkezik. Különlegessége abban rejlik, hogy a sípsorok a hagyományos orgonáktól eltérően bármelyik billentyűzetéről megszólaltathatóak, így az orgona használhatósága megközelíti a sokkal nagyobb hangszerekét is. Hangképe 17–18. századi, vagyis 300–400 évvel ezelőtt épült orgonák hangképéhez hasonlít. Ez a stílus rendkívül jól illeszkedik a templom arculatához, mely szintén a 17–18. századi templomok díszítését követi.

## Diszpozíció[6]
| I. manuál (C-g"') | II. maunál (C-g"')                       |
| ----------------- | ---------------------------------------- |
| 1.Principal 8’    |                                          |
| 2.Bourdon 8’      | Bourdon 8’, mindkét manuálon használható |
| 3.Octave 4’       |                                          |
| 4.Quinte 2 2/3’   | Quinte 2 2/3’, váltócsúszkával           |
| 5.Superoctave 2’  |                                          |
| 6.Terz 1 3/5’     | CTerz 1 3/5’, váltócsúszkával            |
| 7. Mixtur IV 1’   |                                          |